# يمكن هيك (مسلسل)
مسلسل يمكن هيك يعالج عدداً من القضايا الشائكة في المجتمع بقالب كوميدي وإسقاطات ساخرة.